# ドラゴンパレス
『ドラゴンパレス(DRAGONPALASE)』は1997年に稼働を開始したコナミの大型マスメダルプッシャーゲームである。

## 概要
一台につき10ステーションあり、1ステーションのメダル投入口が2つあるので最大20人同時プレーが可能である。なお、ステーション番号は大字を用いた漢数字で示してある。
縦に動くプッシャーであり、プッシャーは2段である。プッシャー上段は投入口からスタートチェッカーにメダルを入れるための役割を果たす。上段プッシャーが引っ込んでいるときはスタートチェッカーにメダルが入りにくい。なおプッシャー上段にメダルが溜まることはなく、すべてメダルはプッシャー下段に落とされる。またスタートチェッカーは左右に動く(これは後に稼働するフォーチュンオーブにも受け継がれる)。そのためスロットを回すためにはプッシャーの上段とスタートチェッカーの動きを読んでメダルを投入する必要がある。
またスロットの上に皿がありジャックポットになると皿が上がりそこに乗ったメダルが払い出される(後述)。
なお、2000年までにかけて4シリーズが展開されており、後期版は各ステーションにネオンがつくなどのマイナーチェンジも行われている。

## 遊び方
スタートチェッカーにメダルを入れるとスロットが1回転する。スロットは最大9回転保留可能で5回転以上の保留がある場合、スーパージャックポットになった時ボーナスがもらえる。またスロットの絵柄は8つで、満腹来来以降は一～八の漢数字となっている。ただし七は龍に置き換えられている。スロットは3つ絵柄がそろうとあたりでメダルの払い出しがある。リーチは一般的なスロットでは最初に止まった絵柄と2番目に止まった絵柄が一緒でなければ基本的にリーチにはならないが、当機では最初に止まった絵柄と2番目に止まった絵柄が同じでなくても3番目に止まった絵柄が最初に止まった絵柄若しくは2番目に止まった絵柄と一緒であればリーチとなり、スロットが再び回りだす。なお、龍以外の絵柄(初代)若しくは一～六及び八が3つ揃うと通常当たりで中央の払い出し機から15枚程度の払い出しがあり、なおかつJPステップが1つ上がる(JPステップはスロット画面右側のJPランプで確認できる)。ただしJPステップが7つ溜まった場合は通常払い出しではなくジャックポットとなりスロットの上の皿が持ち上がり溜まったメダルが払い出され、その後中央の払い出し機から大量の払い出しがある。龍が3つそろうとスーパージャックポット(SUPERJACKPOT以下SJP)になる(但しJPステップは上がらない)。SJPはプログレッシブ方式で、スタートチェッカーに1枚入ることに1枚上がり、最高1000枚まであがる。ただし、前述の保留によるボーナスがあるとさらにその分もらえる(最高9回転保留時の140枚)ので、SJPの最高払い出し枚数は1140枚である。中央の払い出し機から払い出される。SJPの枚数が少ないとき(200～300枚程度の時)は1回で払い出されるが多いときは何回か分けて払い出される。SJPがでると初期設定値(店によって異なるが基本的に200枚)に戻る。

## シリーズ
1台に複数シリーズのスロットを組み合した機器も存在する。

### 初代
スロットはすべて絵柄であり数字は振られていない。

### 満福来来
2代目。これ以降のスロットの絵柄が漢数字になる。スロットは肉まんがモデル。
当シリーズのみ三が当たった時、JPステップが2つ上がる。

### リーチ天国
3代目。名前の通りリーチパターンが多くなる。
当シリーズのみ三と五が当たった時確率変動となる。

### 龍龍行進
4代目。スロットの絵柄がキャラクターと漢数字になる。さらにリーチパターンが多くなり、パターンは15種類ある。
当機には各絵柄にドラゴンリーチというリーチがそれぞれあり、中でも龍のドラゴンリーチであるファイヤーリーチが出た場合100％SJPに当選する。また、ドラゴンリーチ中にJPランプが回転するが、これが五以上回転すると確変状態になる。またファイヤーリーチでJPランプが五以上回転するとSJPが連続当選する。